# Brachychiton chillagoensis
Brachychiton chillagoensis är en malvaväxtart som beskrevs av G.P. Guymer. Brachychiton chillagoensis ingår i släktet Brachychiton och familjen malvaväxter. Inga underarter finns listade i Catalogue of Life.